# Henri Piégay
Henri Piégay est un acteur français né le 4 juin 1935 à Cần Thơ (Cochinchine, actuel Viêt Nam).

## Biographie
Henri Piégay a été l'élève de Fernand Ledoux. Lauréat du concours d'entrée du Conservatoire national supérieur d'art dramatique en 1959, il est un temps marié à l'actrice Agathe Natanson.
Après plusieurs films au cinéma (La Princesse de Clèves, Je, tu, elles...), il devient la vedette de la série TV À vous de jouer Milord avec Marianne Comtell.
Il faut ajouter à sa filmographie La Grosse Caisse avec Bourvil et Paul Meurisse : il y joue le rôle (quasiment muet) d'un homme de main de la pègre. Cependant, il est remarqué par les expressions qu'il tient et donne réellement corps à son personnage, qui, bien que très secondaire, apparaît durant la quasi-totalité du film. Le spectateur se rappellera ses réactions à chaque phrase de Bourvil ou de Paul Meurisse. Il joue ensuite dans Le Ciel sur la tête d'Yves Ciampi avec Bernard Fresson, Guy Tréjan et Marcel Bozzuffi et Macédoine de Jacques Scandelari avec Pierre Brasseur et Michèle Mercier.
Il avait comme marraine de théâtre Berthe Bovy, et a tourné le téléfilm Les Hommes en 1964 pour la célébration du 50e anniversaire de la Guerre de 14-18 aux côtés d'Alice Sapritch et Hervé Sand. Il a aussi participé avec Nicole Gueden, Philippe Lemaire et Simone Simon à la pièce de Gaby Bruyère Les Cavaleurs en 1965, ainsi qu'à plusieurs présentations de Au théâtre ce soir, interprète aussi de Zozo et Black Comedy.
À noter également sa participation à plusieurs épisodes de Rocambole avec Pierre Vernier et Jean Topart, et Rouletabille chez les Bohémiens ainsi que Jo Gaillard avec Bernard Fresson.
Il dirige depuis 1986 la société H.P Productions (Les Éditions de La Jonque), spécialisée dans l'édition et la diffusion de programmes radio et cinéma.

## Filmographie

### Cinéma
- 1961 : La Princesse de Clèves
- 1965 : Le Ciel sur la tête
- 1965 : La Grosse Caisse
- 1970 : Le Désirable et le Sublime
- 1971 : Macédoine
- 1975 : Histoire d'O
- 1979 : Les Héroïnes du mal

### Télévision
- 1959 : Les Trois Mousquetaires de Claude Barma
- 1963 : Le Chevalier de Maison Rouge de Claude Barma
- 1964 : Château en Suède
- 1964 : Rocambole
- 1966 : Rouletabille chez les Bohémiens, de Robert Mazoyer : Jean
- 1969 : Je, tu, elles...
- 1973 : Poker d'As de Hubert Cornfield
- 1973 : Lucien Leuwen, téléfilm de Claude Autant-Lara
- 1974 : À vous de jouer Milord, série de Christian-Jaque
- 1974 : Au théâtre ce soir : La Ligne de chance d'Albert Husson, mise en scène Jacques Ardouin, réalisation Georges Folgoas, Théâtre Marigny
- 1979 : Au théâtre ce soir : Zozo de Jacques Mauclair, mise en scène Jacques Ardouin, réalisation Pierre Sabbagh, Théâtre Marigny

## Théâtre
- 1958 : La Fée de Didier Daix, mise en scène Mady Berry, Théâtre des Arts
- 1960 : Château en Suède de Françoise Sagan, mise en scène André Barsacq, Théâtre de l'Atelier